# Aeroporto di Tho Xuan
L'aeroporto di Tho Xuan (in vietnamita: Sân bay Thọ Xuân) (ICAO: VVTX - IATA: VV01), noto in precedenza come aeroporto di Sao Vang (Sân bay Sao Vàng) è un aeroporto vietnamita situato 45 km a ovest di Thanh Hóa, capoluogo della provincia omonima, in Vietnam.
Struttura utilizzata per diversi anni esclusivamente dall'Aeronautica militare vietnamita, dal 5 febbraio 2013 ha iniziato anche i voli civili di linea che lo collegano inizialmente all'aeroporto di Ho Chi Minh e successivamente a Nha Trang, Can Tho, Da Nang e Buon Me Thuot. Con l'inizio delle operazioni civili l'aeroporto ha cambiato nome in aeroporto di Tho Xuan. L'aeroporto è composto da due terminal, il primo entrato in funzione nel 2013 ed il secondo il 30 gennaio 2016. Secondo il progetto di sviluppo dell'aeroporto per il periodo 2030-2050 Tho Xuan dovrebbe diventare un aeroporto internazionale.